# جورج آگوستوس الیوت، اولین بارون هیثفیلد
جورج آگوستوس الیوت، اولین بارون هیثفیلد (انگلیسی: George Augustus Eliott, 1st Baron Heathfield; ۲۵ دسامبر ۱۷۱۷ – ۶ ژوئیهٔ ۱۷۹۰) سیاست‌مدار و نظامی اهل پادشاهی بریتانیای کبیر بود. وی همچنین برندهٔ جوایزی همچون نشان حمام شده‌است.